# Golden Globe-díj a legjobb eredeti filmbetétdalnak
A legjobb eredeti filmbetétdalnak járó Golden Globe-díjat (angolul Golden Globe Award for Best Original Song – Motion Picture) első alkalommal 1962-ben, a 19. Golden Globe-gálán osztották ki, azonban odaítélése csak 1965-től vált rendszeressé.
A díjat azoknak a zeneszerzőknek és szövegíróknak ítélik oda együttesen, akik kifejezetten az adott film részére szerezték a dalt. Egy film minden eredeti dala nevezhető a díjra. Az előadók csak abban az esetben részesülhetnek az elismerésben, ha a dal elfogadott szerzői között szerepelnek.

## Díjazottak és jelöltek
Megjegyzés:
  Győztes dal
- "+" jelzi a legjobb eredeti dal kategóriában Oscar-díjas alkotásokat.
- "‡" jelzi a legjobb eredeti dal kategóriában Oscar-díjra is jelölt alkotásokat.

### 1960-as évek
| Év   | Dal                             | Film                       | Előadó                                                        | Zeneszerző                              | Szövegíró                               |
| ---- | ------------------------------- | -------------------------- | ------------------------------------------------------------- | --------------------------------------- | --------------------------------------- |
| 1962 | „Town Without Pity” ‡           | A szánalom nélküli város   | Gene Pitney                                                   | Dimitri Tiomkin                         | Ned Washington                          |
| 1965 | „Circus World”                  | A cirkusz világa           | énekkar                                                       | Dimitri Tiomkin                         | Ned Washington                          |
| 1965 | „Where Love Has Gone” ‡         | Ahol a szerelem elmúlt     | Jack Jones                                                    | Jimmy Van Heusen                        | Sammy Cahn                              |
| 1965 | „Dear Heart” ‡                  | Drága szívem               | énekkar                                                       | Henry Mancini                           | Jay Livingston, Ray Evans               |
| 1965 | „From Russia with Love”         | Oroszországból szeretettel | Matt Monro                                                    | John Barry, Lionel Bart, Monty Norman   | Lionel Bart                             |
| 1965 | „Sunday In New York”            | Vasárnap New Yorkban       | Mel Tormé                                                     | Peter Nero                              | Carroll Coates                          |
| 1966 | „Forget Domani”                 | A sárga Rolls-Royce        | Katina Ranieri                                                | Riz Ortolani                            | Norman Newell                           |
| 1966 | „Ballad of Cat Ballou” ‡        | Cat Ballou legendája       | Stubby Kaye és Nat King Cole                                  | Jerry Livingston                        | Mack David                              |
| 1966 | „The Sweetheart Tree” ‡         | Verseny a javából          | Jackie Ward (Natalie Wood énekhangja)                         | Henry Mancini                           | Johnny Mercer                           |
| 1966 | „The Shadow of Your Smile”      | Út a szeretet felé         | énekkar                                                       | Johnny Mandel                           | Paul Francis Webster                    |
| 1966 | „That Funny Feeling”            | That Funny Feeling         | Bobby Darin                                                   | Bobby Darin                             | Bobby Darin                             |
| 1967 | „Strangers in the Night”        | A Man Could Get Killed     | Frank Sinatra                                                 | Bert Kaempfert                          | Charles Singleton, Eddie Snyder         |
| 1967 | „Alfie” ‡                       | Szívtelen szívtipró        | Cher                                                          | Burt Bacharach                          | Hal David                               |
| 1967 | „Born Free” +                   | Elza, a vadon szülötte     | Matt Monro                                                    | John Barry                              | Don Black                               |
| 1967 | „Georgy Girl” ‡                 | Georgy Girl                | The Seekers                                                   | Tom Springfield                         | Jim Dale                                |
| 1967 | „Un homme et une femme”         | Egy férfi és egy nő        | Nicole Croisille és Pierre Barouh                             | Francis Lai                             | Pierre Barouh                           |
| 1968 | „If Ever I Would Leave You”     | Camelot                    | Gene Merlino (Franco Nero énekhangja)                         | Frederick Loewe                         | Alan Jay Lerner                         |
| 1968 | „Talk to the Animals” +         | Doctor Dolittle            | Rex Harrison                                                  | Leslie Bricusse                         | Leslie Bricusse                         |
| 1968 | „Des ronds dans l'eau”          | Élni az életért            | Annie Girardot / Nicole Croisille                             | Raymond Le Sénéchal                     | Pierre Barouh / Sonny Miller            |
| 1968 | „Please Don't Gamble with Love” | Ski Fever                  | Jerry Styner                                                  | Jerry Styner és Guy Hemric              | Jerry Styner és Guy Hemric              |
| 1968 | „Thoroughly Modern Millie” ‡    | Ízig-vérig modern Millie   | Julie Andrews                                                 | Jimmy Van Heusen                        | Sammy Cahn                              |
| 1969 | „The Windmills of Your Mind” +  | A Thomas Crown-ügy         | Noel Harrison                                                 | Michel Legrand                          | Alan és Marilyn Bergman                 |
| 1969 | „Buona Sera, Mrs. Campbell”     | Jó estét, Mrs. Campbell!   | Jimmy Roselli                                                 | Riz Ortolani                            | Melvin Frank                            |
| 1969 | „Chitty Chitty Bang Bang” ‡     | Csodakocsi                 | Dick Van Dyke, Heather Ripley, Adrian Hall és Sally Ann Howes | Richard M. Sherman és Robert B. Sherman | Richard M. Sherman és Robert B. Sherman |
| 1969 | „Funny Girl” ‡                  | Funny Girl                 | Barbra Streisand                                              | Jule Styne                              | Bob Merrill                             |
| 1969 | „Star” ‡                        | Star!                      | Julie Andrews                                                 | Jimmy Van Heusen                        | Sammy Cahn                              |

### 1970-es évek
| Év   | Dal                                           | Film                               | Előadó                              | Zeneszerző                             | Szövegíró                              |
| ---- | --------------------------------------------- | ---------------------------------- | ----------------------------------- | -------------------------------------- | -------------------------------------- |
| 1970 | „Jean” ‡                                      | Brodie kisasszony virágzása        | Rod McKuen                          | Rod McKuen                             | Rod McKuen                             |
| 1970 | „Raindrops Keep Falling on My Head” +         | Butch Cassidy és a Sundance kölyök | B. J. Thomas                        | Burt Bacharach                         | Hal David                              |
| 1970 | „The Time for Love Is Anytime”                | A kaktusz virága                   | Sarah Vaughan                       | Quincy Jones                           | Cynthia Weil                           |
| 1970 | „Goodbye, Columbus”                           | Goodbye, Columbus                  | The Association                     | Jerry Yester                           | Jerry Yester                           |
| 1970 | „What Are You Doing the Rest of Your Life?” ‡ | Minden jó, ha a vége jó            | Michael Dees                        | Michel Legrand                         | Alan és Marilyn Bergman                |
| 1970 | „Stay”                                        | Santa Vittoria titka               | Sergio Franchi                      | Ernest Gold                            | Norman Gimbel                          |
| 1970 | „True Grit” ‡                                 | A félszemű seriff                  | Glen Campbell                       | Elmer Bernstein                        | Don Black                              |
| 1971 | „Whistling Away the Dark” ‡                   | Lili drágám                        | Julie Andrews                       | Henry Mancini                          | Johnny Mercer                          |
| 1971 | „Ballad of Little Fauss and Big Halsey”       | A nyerő páros                      | Johnny Cash                         | Carl Perkins                           | Carl Perkins                           |
| 1971 | „Till Love Touches Your Life” ‡               | Madron                             | Shirley Bassey                      | Riz Ortolani                           | Arthur Hamilton                        |
| 1971 | „Pieces of Dreams” ‡                          | Álomtöredékek                      | Peggy Lee                           | Michel Legrand                         | Alan és Marilyn Bergman                |
| 1971 | „Thank You Very Much” ‡                       | Scrooge                            | Street Urchins                      | Leslie Bricusse                        | Leslie Bricusse                        |
| 1972 | „Life Is What You Make It” ‡                  | Csakazértis nagypapa               |                                     | Marvin Hamlisch                        | Johnny Mercer                          |
| 1972 | „Rain Falls Anywhere It Wants To”             | Elefántkirály                      | Lovelace Watkins                    | Laurence Rosenthal                     | Alan és Marilyn Bergman                |
| 1972 | „Something More”                              | Honky                              | Carlton Dinnall                     | Quincy Jones                           | Bradford Craig                         |
| 1972 | „Theme from Shaft” +                          | Shaft                              | Isaac Hayes                         | Isaac Hayes                            | Isaac Hayes                            |
| 1972 | „Long Ago Tomorrow”                           | Tombol a hold                      | B. J. Thomas                        | Burt Bacharach                         | Hal David                              |
| 1973 | „Ben” ‡                                       | Ben                                | Michael Jackson                     | Walter Scharf                          | Don Black                              |
| 1973 | „Carry Me”                                    | A pillangók szabadok               | Steve Adler                         | Bob Alcivar                            | Randy McNeill                          |
| 1973 | „Mein Herr”                                   | Kabaré                             | Liza Minnelli                       | John Kander és Fred Ebb                | John Kander és Fred Ebb                |
| 1973 | „Money, Money”                                | Kabaré                             | Joel Grey és Liza Minnelli          | John Kander és Fred Ebb                | John Kander és Fred Ebb                |
| 1973 | „Dueling Banjos”                              | Gyilkos túra                       | Eric Weissberg                      | Arthur Smith                           | Arthur Smith                           |
| 1973 | „Marmalade, Molasses and Honey” ‡             | Roy Bean bíró élete és kora        | Andy Williams                       | Maurice Jarre                          | Alan és Marilyn Bergman                |
| 1973 | „Take Me Home”                                | Molly and Lawless John             | Renée Armand                        | Johnny Mandel                          | Alan és Marilyn Bergman                |
| 1973 | „The Morning After” +                         | A Poszeidon katasztrófa            | Maureen McGovern                    | Al Kasha és Joel Hirschhorn            | Al Kasha és Joel Hirschhorn            |
| 1974 | „The Way We Were” +                           | Ilyenek voltunk                    | Barbra Streisand                    | Marvin Hamlisch                        | Alan és Marilyn Bergman                |
| 1974 | „Breezy's Song”                               | Szerelem korhatár nélkül           | Anne Murray                         | Michel Legrand                         | Alan és Marilyn Bergman                |
| 1974 | „Lonely Looking Sky”                          | Jonathan, a sirály                 | Neil Diamond                        | Neil Diamond                           | Neil Diamond                           |
| 1974 | „Rosa Rosa”                                   | Kazablan                           | Yehoram Gaon                        | Dov Seltzer                            | Haim Hefer                             |
| 1974 | „Send a Little Love My Way”                   | Oklahoma olaja                     | Anne Murray                         | Henry Mancini                          | Hal David                              |
| 1974 | „All That Love Went to Waste” ‡               | Egy kis előkelőség                 | Madeline Bell                       | George Barrie                          | Sammy Cahn                             |
| 1975 | „I Feel Love” ‡                               | Benji                              | Charlie Rich                        | Euel Box                               | Betty Box                              |
| 1975 | „On and On”                                   | Claudine                           | Gladys Knight & The Pips            | Curtis Mayfield                        | Curtis Mayfield                        |
| 1975 | „Sail the Summer Winds”                       | A galamb                           | Lyn Paul                            | John Barry                             | Don Black                              |
| 1975 | „I Never Met a Rose”                          | A kis herceg                       | Richard Kiley                       | Frederick Loewe                        | Alan Jay Lerner                        |
| 1975 | „We May Never Love Like This Again” +         | Pokoli torony                      | Maureen McGovern                    | Al Kasha és Joel Hirschhorn            | Al Kasha és Joel Hirschhorn            |
| 1976 | „I'm Easy” +                                  | Nashville                          | Keith Carradine                     | Keith Carradine                        | Keith Carradine                        |
| 1976 | „How Lucky Can You Get” ‡                     | Funny Lady                         | Barbra Streisand                    | John Kander                            | Fred Ebb                               |
| 1976 | „My Little Friend”                            | Paper Tiger                        | Ray Conniff                         | Roy Budd                               | Sammy Cahn                             |
| 1976 | „Now That We're in Love” ‡                    | Whiffs                             | Steve Lawrence                      | George Barrie                          | Sammy Cahn                             |
| 1976 | „Richard's Window” ‡                          | The Other Side of the Mountain     | Olivia Newton-John                  | Charles Fox                            | Norman Gimbel                          |
| 1977 | „Evergreen” +                                 | Csillag születik                   | Barbra Streisand                    | Barbra Streisand                       | Paul Williams                          |
| 1977 | „Bugsy Malone”                                | Bugsy Malone                       | Paul Williams                       | Paul Williams                          | Paul Williams                          |
| 1977 | „Car Wash”                                    | Retkes verdák rémei                | Rose Royce                          | Norman Whitfield                       | Norman Whitfield                       |
| 1977 | „I'd Like to Be You for a Day”                | Bolondos péntek                    | Jodie Foster és Barbara Harris      | Al Kasha és Joel Hirschhorn            | Al Kasha és Joel Hirschhorn            |
| 1977 | „Hello and Goodbye”                           | Déltől háromig                     | Jill Ireland                        | Elmer Bernstein                        | Alan és Marilyn Bergman                |
| 1977 | „So Sad the Song”                             | Pipe Dreams                        | Gladys Knight & The Pips            | Michael Masser és Gerry Goffin         | Michael Masser és Gerry Goffin         |
| 1978 | „You Light Up My Life” +                      | You Light Up My Life               | Kasey Cisyk                         | Joseph Brooks                          | Joseph Brooks                          |
| 1978 | „Down Deep Inside”                            | A mélység                          | Donna Summer                        | John Barry és Donna Summer             | John Barry és Donna Summer             |
| 1978 | „New York, New York”                          | New York, New York                 | Liza Minnelli                       | John Kander                            | Fred Ebb                               |
| 1978 | „How Deep Is Your Love?”                      | Szombat esti láz                   | Bee Gees                            | Barry Gibb, Maurice Gibb és Robin Gibb | Barry Gibb, Maurice Gibb és Robin Gibb |
| 1978 | „Nobody Does It Better” ‡                     | A kém, aki szeretett engem         | Carly Simon                         | Marvin Hamlisch                        | Carole Bayer Sager                     |
| 1979 | „Last Dance” +                                | Végre péntek van!                  | Donna Summer                        | Paul Jabara                            | Paul Jabara                            |
| 1979 | „Ready to Take a Chance Again” ‡              | Óvakodj a törpétől                 | Barry Manilow                       | Charles Fox                            | Norman Gimbel                          |
| 1979 | „Grease” ‡                                    | Grease                             | Frankie Valli                       | Barry Gibb                             | Barry Gibb                             |
| 1979 | „You're the One That I Want”                  | Grease                             | Olivia Newton-John és John Travolta | John Farrar                            | John Farrar                            |
| 1979 | „The Last Time I Felt Like This” ‡            | Jövőre veled ugyanitt              | Johnny Mathis és Jane Olivor        | Marvin Hamlisch                        | Alan és Marilyn Bergman                |

### 1980-as évek
| Év   | Dal                                          | Film                                | Előadó                          | Zeneszerző                                                  | Szövegíró                                                   |
| ---- | -------------------------------------------- | ----------------------------------- | ------------------------------- | ----------------------------------------------------------- | ----------------------------------------------------------- |
| 1980 | „The Rose”                                   | A rózsa                             | Bette Midler                    | Amanda McBroom                                              | Amanda McBroom                                              |
| 1980 | „Through the Eyes of Love” ‡                 | Jégvárak                            | Melissa Manchester              | Marvin Hamlisch                                             | Carole Bayer Sager                                          |
| 1980 | „The Main Event”                             | A nagy szám                         | Barbra Streisand                | Paul Jabara és Bruce Roberts                                | Paul Jabara és Bruce Roberts                                |
| 1980 | „Rainbow Connection” ‡                       | Muppet-show                         | Frank Oz                        | Paul Williams és Kenny Ascher                               |                                                             |
| 1980 | „Better Than Ever”                           | Egy elvált férfi ballépései         | Candice Bergen                  | Marvin Hamlisch                                             | Carole Bayer Sager                                          |
| 1981 | „Fame” +                                     | Hírnév                              | Irene Cara                      | Michael Gore                                                | Dean Pitchford                                              |
| 1981 | „Call Me”                                    | Amerikai dzsigoló                   | Blondie                         | Giorgio Moroder és Debbie Harry                             | Giorgio Moroder és Debbie Harry                             |
| 1981 | „Yesterday's Dreams”                         | Ismét szerelem                      | Johnny Mathis                   | Michel Legrand                                              | Carol Connors                                               |
| 1981 | „Love on the Rocks”                          | Jazz énekes                         | Neil Diamond                    | Neil Diamond és Gilbert Bécaud                              | Neil Diamond és Gilbert Bécaud                              |
| 1981 | „9 to 5” ‡                                   | Kilenctől ötig                      | Dolly Parton                    | Dolly Parton                                                | Dolly Parton                                                |
| 1982 | „Best That You Can Do” +                     | Arthur                              | Christopher Cross               | Burt Bacharach, Christopher Cross és Carole Bayer Sager     | Christopher Cross és Peter Allen                            |
| 1982 | „It's Wrong for Me to Love You”              | Lepke                               | Pia Zadora                      | Ennio Morricone                                             | Carol Connors                                               |
| 1982 | „Endless Love” ‡                             | Végtelen szerelem                   | Lionel Richie és Diana Ross     | Lionel Richie                                               | Lionel Richie                                               |
| 1982 | „For Your Eyes Only” ‡                       | Szigorúan bizalmas                  | Sheena Easton                   | Bill Conti                                                  | Michael Leeson                                              |
| 1982 | „One More Hour” ‡                            | Ragtime                             | Jennifer Warnes                 | Randy Newman                                                | Randy Newman                                                |
| 1983 | „Up Where We Belong” +                       | Garni-zóna                          | Joe Cocker és Jennifer Warnes   | Jack Nitzsche és Buffy Sainte-Marie                         | Wilbur Jennings                                             |
| 1983 | „Cat People (Putting Out Fire)”              | Párducemberek                       | David Bowie                     | Giorgio Moroder                                             | David Bowie                                                 |
| 1983 | „Making Love”                                | Making Love                         | Roberta Flack                   | Burt Bacharach és Bruce Roberts                             | Bruce Roberts és Carole Bayer Sager                         |
| 1983 | „Eye of the Tiger” ‡                         | Rocky III.                          | Survivor                        | Jim Peterik és Frankie Sullivan                             | Jim Peterik és Frankie Sullivan                             |
| 1983 | „If We Were In Love” ‡                       | Mondj igent Giorgiónak!             | Luciano Pavarotti               | John Williams                                               | Alan és Marilyn Bergman                                     |
| 1984 | „Flashdance... What a Feeling” +             | Flashdance                          | Irene Cara                      | Giorgio Moroder                                             | Irene Cara és Keith Forsey                                  |
| 1984 | „Maniac” ‡                                   | Flashdance                          | Michael Sembello                | Michael Sembello és Dennis Matkosky                         | Michael Sembello és Dennis Matkosky                         |
| 1984 | „Far from Over”                              | Életben maradni                     | Frank Stallone                  | Frank Stallone és Vince DiCola                              | Frank Stallone és Vince DiCola                              |
| 1984 | „Over You” ‡                                 | Az Úr kegyelméből                   | Betty Buckley                   | Austin Roberts és Bobby Hart                                | Austin Roberts és Bobby Hart                                |
| 1984 | „The Way He Makes Me Feel” ‡                 | Yentl                               | Barbra Streisand                | Michel Legrand                                              | Alan és Marilyn Bergman                                     |
| 1985 | „I Just Called to Say I Love You” +          | A piros ruhás nő                    | Stevie Wonder                   | Stevie Wonder                                               | Stevie Wonder                                               |
| 1985 | „Against All Odds (Take a Look at Me Now)” ‡ | Esélylesők                          | Phil Collins                    | Phil Collins                                                | Phil Collins                                                |
| 1985 | „Footloose” ‡                                | Gumiláb                             | Kenny Loggins                   | Kenny Loggins és Dean Pitchford                             | Kenny Loggins és Dean Pitchford                             |
| 1985 | „Ghostbusters” ‡                             | Szellemirtók                        | Ray Parker Jr.                  | Ray Parker Jr.                                              | Ray Parker Jr.                                              |
| 1985 | „No More Lonely Nights”                      | Add át üdvözletem a Broad Streetnek | Paul McCartney                  | Paul McCartney                                              | Paul McCartney                                              |
| 1985 | „When Doves Cry”                             | Bíboreső                            | Prince                          | Prince                                                      | Prince                                                      |
| 1986 | „Say You, Say Me” +                          | Halálbalett                         | Lionel Richie                   | Lionel Richie                                               | Lionel Richie                                               |
| 1986 | „The Power of Love” ‡                        | Vissza a jövőbe                     | Huey Lewis and the News         | Johnny Colla és Chris Hayes                                 | Huey Lewis                                                  |
| 1986 | „Rhythm of the Night”                        | Az utolsó sárkány                   | DeBarge                         | Diane Warren                                                | Diane Warren                                                |
| 1986 | „We Don't Need Another Hero”                 | Mad Max 3.                          | Tina Turner                     | Terry Britten és Graham Lyle                                | Terry Britten és Graham Lyle                                |
| 1986 | „A View to a Kill”                           | Halálvágta                          | Duran Duran                     | Duran Duran és John Barry                                   | Duran Duran és John Barry                                   |
| 1987 | Take My Breath Away +                        | Top Gun                             | Berlin                          | Giorgio Moroder                                             | Tom Whitlock                                                |
| 1987 | „Somewhere Out There” ‡                      | Egérmese                            | James Ingram és Linda Ronstadt  | James Horner és Barry Mann                                  | Cynthia Weil                                                |
| 1987 | „Glory of Love” ‡                            | Karate kölyök 2.                    | Peter Cetera                    | David Foster és Peter Cetera                                | David Foster, Peter Cetera és Diane Nini                    |
| 1987 | „Sweet Freedom”                              | Rémült rohanás                      | Michael McDonald                | Rod Temperton                                               | Rod Temperton                                               |
| 1987 | „Life in a Looking Glass” ‡                  | Ilyen az élet                       | Tony Bennett                    | Henry Mancini                                               | Leslie Bricusse                                             |
| 1987 | „They Don't Make Them Like They Used To”     | Kemény fickók                       | Kenny Rogers                    | Burt Bacharach                                              | Carole Bayer Sager                                          |
| 1988 | „(I've Had) The Time of My Life” +           | Dirty Dancing – Piszkos tánc        | Bill Medley és Jennifer Warnes  | John DeNicola és Donald Markowitz                           | Franke Previte                                              |
| 1988 | „Shakedown” ‡                                | Beverly Hills-i zsaru 2.            | Bob Seger                       | Harold Faltermeyer és Keith Forsey                          | Harold Faltermeyer, Keith Forsey és Bob Seger               |
| 1988 | „Nothing's Gonna Stop Us Now]” ‡             | Próbababa                           | Starship                        | Albert Hammond és Diane Warren                              | Albert Hammond és Diane Warren                              |
| 1988 | „The Secret of My Success”                   | Dupla vagy semmi                    | Night Ranger                    | Jack Blades, David Foster, Tom Keane és Michael Landau      | Jack Blades, David Foster, Tom Keane és Michael Landau      |
| 1988 | „Who's That Girl”                            | Ki ez a lány?                       | Madonna                         | Patrick Leonard és Madonna                                  | Patrick Leonard és Madonna                                  |
| 1989 | „Let the River Run” +                        | Dolgozó lány                        | Carly Simon                     | Carly Simon                                                 | Carly Simon                                                 |
| 1989 | „Two Hearts” ‡                               | Buster                              | Phil Collins                    | Lamont Dozier                                               | Phil Collins                                                |
| 1989 | „When a Woman Loves a Man”                   | Baseball bikák                      | Joe Cocker                      | Bernard Hanighen, Gordon Jenkins és Johnny Mercer           | Bernard Hanighen, Gordon Jenkins és Johnny Mercer           |
| 1989 | „Kokomo”                                     | Koktél                              | The Beach Boys                  | Mike Love, Terry Melcher, John Phillips, és Scott MacKenzie | Mike Love, Terry Melcher, John Phillips, és Scott MacKenzie |
| 1989 | „Why Should I Worry?”                        | Olivér és társai                    | Billy Joel                      | Dan Hartman és Charlie Midnight                             | Dan Hartman és Charlie Midnight                             |
| 1989 | „Twins”                                      | Ikrek                               | Philip Bailey és Little Richard | Skip Scarborough és Lorrin 'Smokey' Bates                   | Skip Scarborough és Lorrin 'Smokey' Bates                   |

### 1990-es évek
| Év   | Dal                                       | Film                                | Előadó                             | Zeneszerző                                                          | Szövegíró                                                            |
| ---- | ----------------------------------------- | ----------------------------------- | ---------------------------------- | ------------------------------------------------------------------- | -------------------------------------------------------------------- |
| 1990 | „Under the Sea” +                         | A kis hableány                      | Samuel E. Wright                   | Alan Menken                                                         | Howard Ashman                                                        |
| 1990 | „After All” ‡                             | Az ég is tévedhet                   | Cher és Peter Cetera               | Tom Snow                                                            | Dean Pitchford                                                       |
| 1990 | „I Love to See You Smile” ‡               | Vásott szülők                       | Randy Newman                       | Randy Newman                                                        | Randy Newman                                                         |
| 1990 | „Kiss the Girl” ‡                         | A kis hableány                      | Samuel E. Wright                   | Alan Menken                                                         | Howard Ashman                                                        |
| 1990 | „The Girl Who Used to Be Me” ‡            | Shirley Valentine                   | Patti Austin                       | Marvin Hamlisch                                                     | Alan Bergman                                                         |
| 1991 | „Blaze of Glory” ‡                        | A vadnyugat fiai 2.                 | Jon Bon Jovi                       | Jon Bon Jovi                                                        | Jon Bon Jovi                                                         |
| 1991 | „Sooner or Later (I Always Get My Man)” + | Dick Tracy                          | Madonna                            | Stephen Sondheim                                                    | Stephen Sondheim                                                     |
| 1991 | „What Can You Lose?”                      | Dick Tracy                          | Madonna és Mandy Patinkin          | Stephen Sondheim                                                    | Stephen Sondheim                                                     |
| 1991 | „Promise Me You'll Remember” ‡            | A Keresztapa III.                   | Harry Connick Jr.                  | Carmine Coppola                                                     | John Bettis                                                          |
| 1991 | „I'm Checkin' Out” ‡                      | Képeslapok a szakadékból            | Meryl Streep és Blue Rodeo         | Shel Silverstein                                                    | Shel Silverstein                                                     |
| 1992 | „Beauty and the Beast” +                  | A szépség és a szörnyeteg           | Peabo Bryson és Céline Dion        | Alan Menken                                                         | Howard Ashman                                                        |
| 1992 | „Be Our Guest” ‡                          | A szépség és a szörnyeteg           | Angela Lansbury és Jerry Orbach    | Alan Menken                                                         | Howard Ashman                                                        |
| 1992 | „Dreams to Dream”                         | Egérmese 2. – Egérkék a Vadnyugaton | Linda Ronstadt                     | James Horner és Will Jennings                                       | James Horner és Will Jennings                                        |
| 1992 | „(Everything I Do) I Do It for You” ‡     | Robin Hood, a tolvajok fejedelme    | Bryan Adams                        | Bryan Adams                                                         | Bryan Adams                                                          |
| 1992 | „Tears in Heaven”                         | Drog                                | Eric Clapton                       | Eric Clapton                                                        | Will Jennings                                                        |
| 1993 | „A Whole New World” +                     | Aladdin                             | Peabo Bryson és Regina Belle       | Alan Menken                                                         | Tim Rice                                                             |
| 1993 | „Friend Like Me” ‡                        | Aladdin                             | Robin Williams                     | Alan Menken                                                         | Howard Ashman                                                        |
| 1993 | „Prince Ali”                              | Aladdin                             | Robin Williams                     | Alan Menken                                                         | Howard Ashman                                                        |
| 1993 | „Beautiful Maria of My Soul” ‡            | A mambó királyai                    | Antonio Banderas & Mambo All-Stars | Robert Kraft                                                        | Arne Glimcher                                                        |
| 1993 | „This Used to Be My Playground”           | Micsoda csapat!                     | Madonna                            | Madonna és Shep Pettibone                                           | Madonna és Shep Pettibone                                            |
| 1994 | „Streets of Philadelphia” +               | Philadelphia – Az érinthetetlen     | Bruce Springsteen                  | Bruce Springsteen                                                   | Bruce Springsteen                                                    |
| 1994 | „The Day I Fall in Love” ‡                | Beethoven 2.                        | Dolly Parton és James Ingram       | Carole Bayer Sager, James Ingram és Clif Magness                    | Carole Bayer Sager, James Ingram és Clif Magness                     |
| 1994 | „Stay”                                    | Távol és mégis közel                | U2                                 | Adam Clayton, The Edge és Larry Mullen Jr.                          | Bono                                                                 |
| 1994 | „Thief of Your Heart”                     | Apám nevében                        | Sinéad O’Connor                    | Bono, Gavin Friday és Maurice Seezer                                | Bono, Gavin Friday és Maurice Seezer                                 |
| 1994 | „Again” ‡                                 | Hazug igazság                       | Janet Jackson                      | Janet Jackson, Jimmy Jam és Terry Lewis                             | Janet Jackson, Jimmy Jam és Terry Lewis                              |
| 1995 | „Can You Feel the Love Tonight” +         | Az oroszlánkirály                   | Elton John                         | Elton John                                                          | Tim Rice                                                             |
| 1995 | „Circle of Life” ‡                        | Az oroszlánkirály                   | Elton John                         | Carmen Twillie                                                      | Elton John és Tim Rice                                               |
| 1995 | „Far Longer than Forever”                 | Hattyúhercegnő                      | Regina Belle és Jeffrey Osborne    | Lex de Azevedo                                                      | David Zippel                                                         |
| 1995 | „I'll Remember”                           | Tanulj, tinó!                       | Madonna                            | Patrick Leonard, Madonna és Richard Page                            | Patrick Leonard, Madonna és Richard Page                             |
| 1995 | „Look What Love Has Done” ‡               | Junior                              | Patty Smyth                        | Patty Smyth                                                         | James Newton Howard, James Ingram, Carole Bayer Sager és Patty Smyth |
| 1995 | „The Color of the Night”                  | Az éj színe                         | Lauren Christy                     | Jud J. Friedman, Lauren Christy és Dominic Frontiere                | Jud J. Friedman, Lauren Christy és Dominic Frontiere                 |
| 1996 | „Colors of the Wind” +                    | Pocahontas                          | Vanessa L. Williams                | Alan Menken                                                         | Stephen Schwartz                                                     |
| 1996 | „Hold Me, Thrill Me, Kiss Me, Kill Me”    | Mindörökké Batman                   | U2                                 | Adam Clayton, The Edge és Larry Mullen Jr.                          | Bono                                                                 |
| 1996 | „Have You Ever Really Loved a Woman?” ‡   | Don Juan DeMarco                    | Bryan Adams                        | Bryan Adams, Robert John Lange, és Michael Kamen                    | Bryan Adams, Robert John Lange, és Michael Kamen                     |
| 1996 | „Moonlight” ‡                             | Sabrina                             | Sting                              | John Williams                                                       | Alan és Marilyn Bergman                                              |
| 1996 | „You've Got a Friend in Me” ‡             | Toy Story – Játékháború             | Randy Newman és Lyle Lovett        | Randy Newman                                                        | Randy Newman                                                         |
| 1997 | „You Must Love Me” +                      | Evita                               | Madonna                            | Andrew Lloyd Webber                                                 | Tim Rice                                                             |
| 1997 | „I Finally Found Someone” ‡               | Tükröm, tükröm                      | Bryan Adams és Barbra Streisand    | Barbra Streisand, Marvin Hamlisch, Robert John Lange és Bryan Adams | Barbra Streisand, Marvin Hamlisch, Robert John Lange és Bryan Adams  |
| 1997 | „For the First Time” ‡                    | Szép kis nap!                       | Kenny Loggins                      | James Newton Howard, Allan Dennis Rich és Jud Friedman              | James Newton Howard, Allan Dennis Rich és Jud Friedman               |
| 1997 | „That Thing You Do” ‡                     | Nyomul a banda                      | The Wonders                        | Adam Schlesinger                                                    | Adam Schlesinger                                                     |
| 1997 | „Because You Loved Me” ‡                  | A hírek szerelmesei                 | Céline Dion                        | Diane Warren                                                        | Diane Warren                                                         |
| 1998 | „My Heart Will Go On” +                   | Titanic                             | Céline Dion                        | James Horner                                                        | Wilbur Jennings                                                      |
| 1998 | „Journey to the Past” ‡                   | Anasztázia                          | Aaliyah                            | Stephen Flaherty                                                    | Lynn Ahrens                                                          |
| 1998 | „Once Upon a December”                    | Anasztázia                          | Deana Carter                       | Stephen Flaherty                                                    | Lynn Ahrens                                                          |
| 1998 | „Go the Distance” ‡                       | Hercules                            | Roger Bart                         | Alan Menken                                                         | David Zippel                                                         |
| 1998 | „Tomorrow Never Dies”                     | A holnap markában                   | Sheryl Crow                        | Sheryl Crow és Mitchell Froom                                       | Sheryl Crow és Mitchell Froom                                        |
| 1999 | „The Prayer” ‡                            | A bűvös kard – Camelot nyomában     | Céline Dion és Andrea Bocelli      | David Foster, Tony Renis, Carole Bayer Sager és Alberto Testa       | David Foster, Tony Renis, Carole Bayer Sager és Alberto Testa        |
| 1999 | „Uninvited”                               | Angyalok városa                     | Alanis Morissette                  | Alanis Morissette                                                   | Alanis Morissette                                                    |
| 1999 | „The Mighty”                              | Az óriás                            | Sting                              | Sting és Trevor Jones                                               | Sting és Trevor Jones                                                |
| 1999 | „Reflection”                              | Mulan                               | Christina Aguilera                 | Matthew Wilder és David Zippel                                      | Matthew Wilder és David Zippel                                       |
| 1999 | „When You Believe” +                      | Egyiptom hercege                    | Mariah Carey és Whitney Houston    | Stephen Schwartz                                                    | Stephen Schwartz                                                     |
| 1999 | „The Flame Still Burns”                   | Újra a régi                         | Strange Fruit                      | Chris Difford, Marti Frederiksen és Mick Jones                      | Chris Difford, Marti Frederiksen és Mick Jones                       |

### 2000-es évek
| Év   | Dal                                       | Film                                         | Előadó                            | Zeneszerző                                                                           | Szövegíró                                                                            |
| ---- | ----------------------------------------- | -------------------------------------------- | --------------------------------- | ------------------------------------------------------------------------------------ | ------------------------------------------------------------------------------------ |
| 2000 | „You'll Be in My Heart” +                 | Tarzan                                       | Phil Collins                      | Phil Collins                                                                         | Phil Collins                                                                         |
| 2000 | „Beautiful Stranger”                      | KicsiKÉM – Szőr Austin Powers 2.             | Madonna                           | Madonna                                                                              | Madonna és William Orbit                                                             |
| 2000 | „How Can I Not Love You”                  | Anna és a király                             | Joy Enriquez                      | George Fenton, Kenneth 'Babyface' Edmonds és Robert Kraft                            | George Fenton, Kenneth 'Babyface' Edmonds és Robert Kraft                            |
| 2000 | „Save Me” ‡                               | Magnólia                                     | Aimee Mann                        | Aimee Mann                                                                           | Aimee Mann                                                                           |
| 2000 | „When She Loved Me” ‡                     | Toy Story – Játékháború 2.                   | Sarah McLachlan                   | Randy Newman                                                                         | Randy Newman                                                                         |
| 2001 | „Things Have Changed” +                   | Wonder Boys – Pokoli hétvége                 | Bob Dylan                         | Bob Dylan                                                                            | Bob Dylan                                                                            |
| 2001 | „I've Seen It All” ‡                      | Táncos a sötétben                            | Björk                             | Björk és Peter Stormare                                                              | Björk, Mark Bell, Sjón Sigurdsson és Lars von Trier                                  |
| 2001 | „My Funny Friend and Me” ‡                | Eszeveszett birodalom                        | Sting                             | Sting és Dave Hartley                                                                | Sting                                                                                |
| 2001 | „One in a Million”                        | Beépített szépség                            | Bosson                            | Staffan Olsson                                                                       | Staffan Olsson                                                                       |
| 2001 | „When You Come Back to Me Again” by       | Frekvencia                                   | Garth Brooks                      | Jenny Yates és Garth Brooks                                                          | Jenny Yates és Garth Brooks                                                          |
| 2002 | „Until...” ‡                              | Kate és Leopold                              | Sting                             | Sting                                                                                | Sting                                                                                |
| 2002 | „Come What May”                           | Moulin Rouge!                                | Nicole Kidman és Ewan McGregor    | David Baerwald                                                                       | David Baerwald                                                                       |
| 2002 | „May It Be” ‡                             | A Gyűrűk Ura: A Gyűrű Szövetsége             | Enya                              | Enya                                                                                 | Enya                                                                                 |
| 2002 | „There You'll Be” ‡                       | Pearl Harbor – Égi háború                    | Faith Hill                        | Diane Warren                                                                         | Diane Warren                                                                         |
| 2002 | „Vanilla Sky” ‡                           | Vanília égbolt                               | Paul McCartney                    | Paul McCartney                                                                       | Paul McCartney                                                                       |
| 2003 | „The Hands That Built America” ‡          | New York bandái                              | U2                                | Bono, Adam Clayton, The Edge, és Larry Mullen Jr.                                    | Bono, Adam Clayton, The Edge, és Larry Mullen Jr.                                    |
| 2003 | „Die Another Day”                         | Halj meg máskor                              | Madonna                           | Madonna és Mirwais Ahmadzaï                                                          | Madonna és Mirwais Ahmadzaï                                                          |
| 2003 | „Here I Am”                               | Szilaj, a vad völgy paripája                 | Bryan Adams                       | Hans Zimmer                                                                          | Bryan Adams, Gretchen Peters                                                         |
| 2003 | „Father and Daughter”                     | A Thornberry család – A mozifilm ‡           | Paul Simon                        | Paul Simon                                                                           | Paul Simon                                                                           |
| 2003 | „Lose Yourself” +                         | 8 mérföld                                    | Eminem                            | Eminem, Jeff Bass és Luis Resto                                                      | Eminem, Jeff Bass és Luis Resto                                                      |
| 2004 | „Into the West” +                         | A Gyűrűk Ura: A király visszatér             | Annie Lennox                      | Annie Lennox, Howard Shore és Frances Walsh                                          | Annie Lennox, Howard Shore és Frances Walsh                                          |
| 2004 | „Man of the Hour”                         | Nagy Hal                                     | Pearl Jam                         | Eddie Vedder                                                                         | Eddie Vedder                                                                         |
| 2004 | „Time Enough for Tears”                   | Amerikában                                   | Andrea Corr                       | Bono, Gavin Friday és Maurice Seezer                                                 | Bono, Gavin Friday és Maurice Seezer                                                 |
| 2004 | „The Heart of Every Girl”                 | Mona Lisa mosolya                            | Elton John                        | Elton John                                                                           | Bernie Taupin                                                                        |
| 2004 | „You Will Be My Ain True Love” ‡          | Hideghegy                                    | Sting és Alison Krauss            | Sting                                                                                | Sting                                                                                |
| 2005 | „Old Habits Die Hard”                     | Alfie                                        | Mick Jagger                       | Mick Jagger és David A. Stewart                                                      | Mick Jagger és David A. Stewart                                                      |
| 2005 | „Accidentally in Love” ‡                  | Shrek 2.                                     | Counting Crows                    | Adam Duritz, Dan Vickrey, David Immerglück, Matthew Malley és David Bryson           | Adam Duritz, Dan Vickrey, David Immerglück, Matthew Malley és David Bryson           |
| 2005 | „Believe” ‡                               | Polar Expressz                               | Josh Groban                       | Glen Ballard és Alan Silvestri                                                       |                                                                                      |
| 2005 | „Learn to Be Lonely” ‡                    | Az Operaház Fantomja                         | Minnie Driver                     | Andrew Lloyd Webber                                                                  | Charles Hart                                                                         |
| 2005 | „Million Voices”                          | Hotel Ruanda                                 | Wyclef Jean                       | Wyclef Jean, Jerry 'Wonder' Duplessis és Andrea Guerra                               | Wyclef Jean, Jerry 'Wonder' Duplessis és Andrea Guerra                               |
| 2006 | „A Love That Will Never Grow Old”         | Brokeback Mountain – Túl a barátságon        | Emmylou Harris                    | Gustavo Santaolalla                                                                  | Bernie Taupin                                                                        |
| 2006 | „Christmas in Love”                       | Christmas in Love                            | Renee Olstead                     | Tony Renis                                                                           | Marva Jan Marrow                                                                     |
| 2006 | „There's Nothing Like a Show on Broadway” | Producerek                                   | Matthew Broderick és Nathan Lane  | Mel Brooks                                                                           | Mel Brooks                                                                           |
| 2006 | „Travelin' Thru” ‡                        | Transamerica                                 | Dolly Parton                      | Dolly Parton                                                                         | Dolly Parton                                                                         |
| 2006 | „Wunderkind”                              | Az oroszlán, a boszorkány és a ruhásszekrény | Alanis Morissette                 | Alanis Morissette                                                                    | Alanis Morissette                                                                    |
| 2007 | „Song of the Heart”                       | Táncoló talpak                               | Prince                            | Prince                                                                               | Prince                                                                               |
| 2007 | „A Father's Way”                          | A boldogság nyomában                         | Seal                              | Seal                                                                                 | Seal                                                                                 |
| 2007 | „Listen” ‡                                | Dreamgirls                                   | Beyoncé Knowles                   | Henry Krieger, Scott Cutler, Beyoncé Knowles, és Anne Preven                         | Henry Krieger, Scott Cutler, Beyoncé Knowles, és Anne Preven                         |
| 2007 | „Never Gonna Break My Faith”              | Bobby Kennedy – A végzetes nap               | Aretha Franklin and Mary J. Blige | Bryan Adams, Eliot Kennedy és Andrea Remanda                                         | Bryan Adams, Eliot Kennedy és Andrea Remanda                                         |
| 2007 | „Try Not to Remember”                     | A bátrak hazája                              | Sheryl Crow                       | Sheryl Crow                                                                          | Sheryl Crow                                                                          |
| 2008 | „Guaranteed”                              | Út a vadonba                                 | Eddie Vedder                      | Eddie Vedder                                                                         | Eddie Vedder                                                                         |
| 2008 | „That's How You Know” ‡                   | Bűbáj                                        | Amy Adams                         | Alan Menken                                                                          | Stephen Schwartz                                                                     |
| 2008 | „Grace Is Gone”                           | Grace nélkül az élet                         | Jamie Cullum                      | Clint Eastwood                                                                       | Carole Bayer Sager                                                                   |
| 2008 | „Despedida”                               | Szerelem a kolera idején                     | Shakira                           | Antonio Pinto és Shakira                                                             | Shakira                                                                              |
| 2008 | „Walk Hard”                               | A lankadatlan – A Dewey Cox sztori           | John C. Reilly                    | Marshall Crenshaw, John C. Reilly, Judd Apatow és Jake Kasdan                        | Marshall Crenshaw, John C. Reilly, Judd Apatow és Jake Kasdan                        |
| 2009 | „The Wrestler”                            | A pankrátor                                  | Bruce Springsteen                 | Bruce Springsteen                                                                    | Bruce Springsteen                                                                    |
| 2009 | „Down to Earth” ‡                         | WALL·E                                       | Peter Gabriel                     | Peter Gabriel és Thomas Newman                                                       | Peter Gabriel                                                                        |
| 2009 | „Gran Torino”                             | Gran Torino                                  | Jamie Cullum                      | Clint Eastwood, Jamie Cullum, Kyle Eastwood és Michael Stevens                       | Kyle Eastwood és Michael Stevens                                                     |
| 2009 | „I Thought I Lost You”                    | Volt                                         | Miley Cyrus és John Travolta      | Miley Cyrus és Jeffrey Steele                                                        | Miley Cyrus és Jeffrey Steele                                                        |
| 2009 | „Once in a Lifetime”                      | Cadillac Records – Csillogó fekete lemezek   | Beyoncé Knowles                   | Beyoncé Knowles, Amanda Ghost, Scott McFarnon, Ian Dench, James Dring és Jody Street | Beyoncé Knowles, Amanda Ghost, Scott McFarnon, Ian Dench, James Dring és Jody Street |

### 2010-es évek
| Év                                | Dal                                         | Film                                          | Előadó                                                                      | Zeneszerző                                                                  | Szövegíró |
| --------------------------------- | ------------------------------------------- | --------------------------------------------- | --------------------------------------------------------------------------- | --------------------------------------------------------------------------- | --------- |
| 2010                              |                                             |                                               |                                                                             |                                                                             |           |
| „The Weary Kind” +                | Őrült szív                                  | Ryan Bingham                                  | Ryan Bingham és T Bone Burnett                                              | Ryan Bingham és T Bone Burnett                                              |           |
| „Cinema Italiano”                 | Kilenc                                      | Kate Hudson                                   | Maury Yeston                                                                | Maury Yeston                                                                |           |
| „I See You”                       | Avatar                                      | Leona Lewis                                   | James Horner és Simon Franglen                                              | James Horner és Simon Franglen                                              |           |
| „(I Want To) Come Home”           | Mindenki megvan                             | Paul McCartney                                | Paul McCartney                                                              | Paul McCartney                                                              |           |
| „Winter”                          | Testvérek                                   | U2                                            | U2                                                                          | Bono                                                                        |           |
| 2011                              |                                             |                                               |                                                                             |                                                                             |           |
| „You Haven't Seen the Last of Me” | Díva                                        | Cher                                          | Diane Warren                                                                | Diane Warren                                                                |           |
| „Bound to You”                    | Díva                                        | Christina Aguilera                            | Christina Aguilera, Samuel Dixon és Sia                                     | Christina Aguilera, Samuel Dixon és Sia                                     |           |
| „Coming Home” ‡                   | Reflektorfény                               | Gwyneth Paltrow                               | Bob DiPiero, Tom Douglas, Hillary Lindsey és Troy Verges                    | Bob DiPiero, Tom Douglas, Hillary Lindsey és Troy Verges                    |           |
| „I See the Light” ‡               | Aranyhaj és a nagy gubanc                   | Mandy Moore és Zachary Levi                   | Alan Menken                                                                 | Glenn Slater                                                                |           |
| „There's a Place for Us”          | Narnia Krónikái: A Hajnalvándor útja        | Carrie Underwood                              | David Hodges, Carrie Underwood és Hillary Lindsey                           | David Hodges, Carrie Underwood és Hillary Lindsey                           |           |
| 2012                              |                                             |                                               |                                                                             |                                                                             |           |
| „Masterpiece”                     | W.E. – Országomat egy nőért                 | Madonna                                       | Madonna, Julie Frost és Jimmy Harry                                         | Madonna, Julie Frost és Jimmy Harry                                         |           |
| „Hello, Hello”                    | Gnómeó és Júlia                             | Elton John                                    | Elton John                                                                  | Bernie Taupin                                                               |           |
| „Lay Your Head Down”              | Albert Nobbs                                | Sinéad O’Connor                               | Brian Byrne                                                                 | Glenn Close                                                                 |           |
| „The Keeper”                      | Géppisztolyos prédikátor                    | Chris Cornell                                 | Chris Cornell                                                               | Chris Cornell                                                               |           |
| „The Living Proof”                | A segítség                                  | Mary J. Blige                                 | Thomas Newman, Mary J. Blige és Harvey Mason Jr.                            | Mary J. Blige, Harvey Mason Jr. és Damon Thomas                             |           |
| 2013                              |                                             |                                               |                                                                             |                                                                             |           |
| „Skyfall” +                       | Skyfall                                     | Adele                                         | Adele és Paul Epworth                                                       | Adele és Paul Epworth                                                       |           |
| „For You”                         | A bátorság törvénye                         | Keith Urban és Monty Powell                   | Keith Urban                                                                 | Keith Urban                                                                 |           |
| „Not Running Anymore”             | Született gengszterek                       | Jon Bon Jovi                                  | Jon Bon Jovi                                                                | Jon Bon Jovi                                                                |           |
| „Safe & Sound”                    | Az éhezők viadala                           | Taylor Swift és The Civil Wars                | Taylor Swift, John Paul White, Joy Williams és T Bone Burnett               | Taylor Swift, John Paul White, Joy Williams és T Bone Burnett               |           |
| „Suddenly” ‡                      | A nyomorultak                               | Hugh Jackman                                  | Claude-Michel Schönberg, Alain Boublil és Herbert Kretzmer                  | Claude-Michel Schönberg, Alain Boublil és Herbert Kretzmer                  |           |
| 2014                              |                                             |                                               |                                                                             |                                                                             |           |
| „Ordinary Love” ‡                 | Mandela – Hosszú út a szabadságig           | U2                                            | Bono, U2 és Danger Mouse                                                    | Bono, U2 és Danger Mouse                                                    |           |
| „Atlas”                           | Az éhezők viadala: Futótűz                  | Coldplay                                      | Guy Berryman Jonny Buckland, Will Champion és Chris Martin                  | Guy Berryman Jonny Buckland, Will Champion és Chris Martin                  |           |
| „Let It Go” +                     | Jégvarázs                                   | Idina Menzel                                  | Kristen Anderson-Lopez és Robert Lopez                                      | Kristen Anderson-Lopez és Robert Lopez                                      |           |
| „Please Mr. Kennedy”              | Llewyn Davis világa                         | Oscar Isaac, Justin Timberlake és Adam Driver | Ed Rush, George Cromarty, T Bone Burnett, Justin Timberlake, Coen testvérek | Ed Rush, George Cromarty, T Bone Burnett, Justin Timberlake, Coen testvérek |           |
| „Sweeter Than Fiction”            | A hang ereje                                | Taylor Swift                                  | Taylor Swift és Jack Antonoff                                               | Taylor Swift és Jack Antonoff                                               |           |
| 2015                              |                                             |                                               |                                                                             |                                                                             |           |
| „Glory” +                         | Selma                                       | Common és John Legend                         | John Legend, Common és Rhymefest                                            | John Legend, Common és Rhymefest                                            |           |
| „Big Eyes”                        | Nagy szemek                                 | Lana Del Rey                                  | Lana Del Rey                                                                | Lana Del Rey                                                                |           |
| „Mercy Is”                        | Noé                                         | Patti Smith és Kronos Quartet                 | Patti Smith és Lenny Kaye                                                   | Patti Smith és Lenny Kaye                                                   |           |
| „Opportunity”                     | Annie                                       | Quvenzhané Wallis                             | Greg Kurstin, Sia Furler és Will Gluck                                      | Greg Kurstin, Sia Furler és Will Gluck                                      |           |
| „Yellow Flicker Beat”             | Az éhezők viadala: A kiválasztott – 1. rész | Lorde                                         | Lorde (Ella Yelich-O'Connor) és Joel Little                                 | Lorde (Ella Yelich-O'Connor) és Joel Little                                 |           |
| 2016                              |                                             |                                               |                                                                             |                                                                             |           |
| „Writing's on the Wall” +         | Spectre – A Fantom visszatér                | Sam Smith                                     | Sam Smith és Jimmy Napes                                                    | Sam Smith és Jimmy Napes                                                    |           |
| „Love Me like You Do”             | A szürke ötven árnyalata                    | Ellie Goulding                                | Max Martin, Savan Kotecha, Ali Payami, Tove Lo, Ilya Salmanzadeh            | Max Martin, Savan Kotecha, Ali Payami, Tove Lo, Ilya Salmanzadeh            |           |
| „One Kind of Love”                | Szeretet és köszönet                        | Brian Wilson                                  | Brian Wilson, Scott Bennett                                                 | Brian Wilson, Scott Bennett                                                 |           |
| „See You Again”                   | Halálos iramban 7.                          | Wiz Khalifa                                   | DJ Frank E, Andrew Cedar, Charlie Puth, Wiz Khalifa                         | DJ Frank E, Andrew Cedar, Charlie Puth, Wiz Khalifa                         |           |
| „Simple Song #3” ‡                | Ifjúság                                     | Cso Szumi                                     | David Lang                                                                  | David Lang                                                                  |           |
| 2017                              |                                             |                                               |                                                                             |                                                                             |           |
| „City of Stars” +                 | Kaliforniai álom                            | Ryan Gosling és Emma Stone                    | Justin Hurwitz                                                              | Pasek & Paul                                                                |           |
| „Can't Stop the Feeling!” ‡       | Trollok                                     | Justin Timberlake, Max Martin, Shellback      | Justin Timberlake, Max Martin, Shellback                                    | Justin Timberlake, Max Martin, Shellback                                    |           |
| „Faith”                           | Énekelj!                                    | Ariana Grande                                 | Stevie Wonder, Ryan Tedder & Francis Farewell Starlite                      | Stevie Wonder, Ryan Tedder & Francis Farewell Starlite                      |           |
| „Gold”                            | Arany                                       | Iggy Pop                                      | Stephen Gaghan, Danger Mouse, Daniel Pemberton & Iggy Pop                   | Stephen Gaghan, Danger Mouse, Daniel Pemberton & Iggy Pop                   |           |
| „How Far I'll Go” ‡               | Vaiana                                      | Lin-Manuel Miranda                            | Lin-Manuel Miranda                                                          | Lin-Manuel Miranda                                                          |           |
| 2018                              |                                             |                                               |                                                                             |                                                                             |           |
| „This Is Me” ‡                    | A legnagyobb showman                        | Keala Settle                                  | Pasek & Paul                                                                | Pasek & Paul                                                                |           |
| "Home"                            | Ferdinánd                                   | Jonas                                         | Nick Jonas, Nick Monson és Justin Tranter                                   | Jonas és Tranter                                                            |           |
| "Mighty River" ‡                  | Mudbound                                    | Blige                                         | Raphael Saadiq                                                              | Mary J. Blige, Saadiq, és Taura Stinson                                     |           |
| "Remember Me" +                   | Coco                                        | Benjamin Bratt                                | Kristen Anderson-Lopez és Robert Lopez                                      | Kristen Anderson-Lopez és Robert Lopez                                      |           |
| "The Star"                        | A csillag                                   | Mariah Carey                                  | Mariah Carey és Marc Shaiman                                                | Mariah Carey és Marc Shaiman                                                |           |
| 2019                              |                                             |                                               |                                                                             |                                                                             |           |
| "Shallow" +                       | Csillag születik                            | Lady Gaga, Bradley Cooper                     | Lady Gaga, Mark Ronson, Anthony Rossomando, Andrew Wyatt                    | Lady Gaga, Mark Ronson, Anthony Rossomando, Andrew Wyatt                    |           |
| "All The Stars" ‡                 | Fekete Párduc                               | Kendrick Lamar, SZA                           | Top Dawg, Lamar, Al Shux, Sounwave, SZA                                     | Top Dawg, Lamar, Al Shux, Sounwave, SZA                                     |           |
| "Girl in the Movies"              | Dumplin’ – Így kerek az élet                | Dolly Parton                                  | Parton, Linda Perry                                                         | Parton, Linda Perry                                                         |           |
| "Requiem for a Private War"       | Személyes háború                            | Annie Lenox                                   | Annie Lenox                                                                 | Annie Lenox                                                                 |           |
| "Revelation"                      | Eltörölt fiú                                | Jónsi, Troye Sivan                            | Jónsi, Sivan                                                                | Jónsi, Leland, Sivan                                                        |           |

### 2020-as évek
| Év                                | Dal                                  | Film                                          | Előadó                                                                                   | Zeneszerző                                                                               | Szövegíró |
| --------------------------------- | ------------------------------------ | --------------------------------------------- | ---------------------------------------------------------------------------------------- | ---------------------------------------------------------------------------------------- | --------- |
| 2020                              |                                      |                                               |                                                                                          |                                                                                          |           |
| "I'm Gonna Love Me Again" +       | Rocketman                            | Elton John, Taron Egerton                     | Elton John                                                                               | Bernie Taupin                                                                            |           |
| "Beautiful Ghosts"                | Macskák                              | Taylor Swift                                  | Swift, Andrew Lloyd Webber                                                               | Swift, Andrew Lloyd Webber                                                               |           |
| "Into the Unknown" ‡              | Jégvarázs 2.                         | Idina Menzel, Aurora                          | Kristin Anderson-Lopez, Robert Lopez                                                     | Kristin Anderson-Lopez, Robert Lopez                                                     |           |
| "Spirit"                          | Az oroszlánkirály                    | Beyoncé                                       | Timothy McKenzie, Ilya Salmanzadeh, Beyoncé                                              | Timothy McKenzie, Ilya Salmanzadeh, Beyoncé                                              |           |
| "Stand Up" ‡                      | Harriet – Szabadság vagy halál       | Cynthia Erivo                                 | Erivo, Joshuah Brian Campbell                                                            | Erivo, Joshuah Brian Campbell                                                            |           |
| 2021                              |                                      |                                               |                                                                                          |                                                                                          |           |
| "Io sì (Seen)" ‡                  | Előttem az élet                      | Laura Pausini                                 | Diane Warren                                                                             | Diane Warren, Laura Pausini, Niccolò Agliardi                                            |           |
| "Fight for You" +                 | Judás és a Fekete Messiás            | H.E.R.                                        | D'Mile, H.E.R.                                                                           | H.E.R. és Tiara Thomas                                                                   |           |
| "Hear My Voice" ‡                 | A chicagói 7-ek tárgyalása           | Celeste                                       | Daniel Pemberton                                                                         | Celeste és Daniel Pemberton                                                              |           |
| "Speak Now" ‡                     | Egy éj Miamiban…                     | Leslie Odom Jr.                               | Sam Ashworth, Leslie Odom Jr.                                                            | Sam Ashworth, Leslie Odom Jr.                                                            |           |
| "Tigress & Tweed"                 | The United States vs. Billie Holiday | Andra Day                                     | Andra Day, Raphael Saadiq                                                                | Andra Day, Raphael Saadiq                                                                |           |
| 2022                              |                                      |                                               |                                                                                          |                                                                                          |           |
| „No Time to Die” +                | Nincs idő meghalni                   | Billie Eilish                                 | Billie Eilish és Finneas O’Connell                                                       | Billie Eilish és Finneas O’Connell                                                       |           |
| „Be Alive” ‡                      | Richard király                       | Beyoncé                                       | Dixson, Beyoncé                                                                          | Dixson, Beyoncé                                                                          |           |
| „Dos Oruguitas” ‡                 | Encanto                              | Lin-Manuel Miranda                            | Lin-Manuel Miranda                                                                       | Lin-Manuel Miranda                                                                       |           |
| „Down to Joy” ‡                   | Belfast                              | Van Morrison                                  | Van Morrison                                                                             | Van Morrison                                                                             |           |
| „Here I Am (Singing My Way Home)” | Respect                              | Carole King, Jennifer Hudson és Jamie Hartman | Carole King, Jennifer Hudson és Jamie Hartman                                            | Carole King, Jennifer Hudson és Jamie Hartman                                            |           |
| 2023                              |                                      |                                               |                                                                                          |                                                                                          |           |
| „Naatu Naatu” +                   | RRR                                  | Rahul Sipligunj és Kaala Bhairava             | M. M. Keeravani                                                                          | Kaala Bhairava és Rahul Sipligunj                                                        |           |
| „Carolina”                        | Ahol a folyami rákok énekelnek       | Taylor Swift                                  | Taylor Swift                                                                             | Taylor Swift                                                                             |           |
| „Ciao Papa”                       | Pinokkió                             | Gregory Mann                                  | Alexandre Desplat                                                                        | Roeban Katz, Guillermo del Toro                                                          |           |
| „Hold My Hand” ‡                  | Top Gun: Maverick                    | Lady Gaga, BloodPop                           | Lady Gaga                                                                                | Benjamin Rice                                                                            |           |
| „Lift Me Up” ‡                    | Fekete Párduc 2.                     | Rihanna                                       | Tems, Rihanna Ryan Coogler Ludwig Göransson                                              | Tems, Rihanna Ryan Coogler Ludwig Göransson                                              |           |
| 2024                              |                                      |                                               |                                                                                          |                                                                                          |           |
| „What Was I Made For?" +          | Barbie                               | Billie Eilish                                 | Billie Eilish és Finneas O’Connell                                                       | Billie Eilish és Finneas O’Connell                                                       |           |
| „Dance the Night”                 | Barbie                               | Dua Lipa                                      | Dua Lipa, Caroline Ailin, Mark Ronson és Andrew Wyatt                                    | Dua Lipa, Caroline Ailin, Mark Ronson és Andrew Wyatt                                    |           |
| „I'm Just Ken” "‡"                | Barbie                               | Ryan Gosling                                  | Mark Ronson és Andrew Wyatt                                                              | Mark Ronson és Andrew Wyatt                                                              |           |
| „Road to Freedom”                 | Rustin                               | Lenny Kravitz                                 | Lenny Kravitz                                                                            | Lenny Kravitz                                                                            |           |
| „Addicted to Romance”             | Eljött hozzám                        | Bruce Springsteen                             | Bruce Springsteen és Patti Scialfa                                                       | Bruce Springsteen és Patti Scialfa                                                       |           |
| „Peaches”                         | Super Mario Bros.: A film            | Jack Black                                    | Jack Black, Aaron Horvath, Michael Jelenic, Eric Osmond és John Spiker                   | Jack Black, Aaron Horvath, Michael Jelenic, Eric Osmond és John Spiker                   |           |
| 2025                              |                                      |                                               |                                                                                          |                                                                                          |           |
| „El Mal" +                        | Emilia Pérez                         | Zoë Saldana, Karla Sofía Gascón és Camille    | Camille, Clément Ducol és Jacques Audiard                                                | Camille, Clément Ducol és Jacques Audiard                                                |           |
| „Beautiful That Way"              | Az utolsó táncosnő                   | Miley Cyrus                                   | Andrew Wyatt, Miley Cyrus és Lykke Zachrisson                                            | Andrew Wyatt, Miley Cyrus és Lykke Zachrisson                                            |           |
| „Compress / Repress"              | Challengers                          | Trent Reznor és Atticus Ross                  | Trent Reznor, Atticus Ross és Luca Guadagnino                                            | Trent Reznor, Atticus Ross és Luca Guadagnino                                            |           |
| „Mi Camino" ‡                     | Emilia Pérez                         | Selena Gomez                                  | Camille, Clément Ducol és Selena Gomez                                                   | Camille, Clément Ducol és Selena Gomez                                                   |           |
| „Forbidden Road"                  | Better Man: Robbie Williams          | Robbie Williams                               | Robbie Williams, Freddy Wexler és Sacha Skarbek                                          | Robbie Williams, Freddy Wexler és Sacha Skarbek                                          |           |
| „Kiss the Sky"                    | A vad robot                          | Marren Morris                                 | Delacey, Jordan K. Johnson, Stefan Johnson, Maren Morris, Michael Pollack és Ali Tamposi | Delacey, Jordan K. Johnson, Stefan Johnson, Maren Morris, Michael Pollack és Ali Tamposi |           |